# Studentenlust
Studentenlust, op. 285, är en vals av Johann Strauss den yngre. Den spelades första gången den 31 januari 1864 i Redouten-Saal i Wien. 

## Historia
1864 års karnevalssäsong var hektisk för de tre bröderna Strauss, som fick i uppdrag att skriva inte mindre än 16 nya verk till de olika festerna. Efter ett bråk med förläggaren Carl Haslinger i januari lämnade Johann och Josef (senare även Eduard) förlaget och skrev kontrakt med förläggaren C.A. Spina. Det första verket på det nya förlaget blev Johann Strauss vals Morgenblätter, en av två valser och fyra polkor som han komponerade till årets karneval. Den andra valsen, Studentenlust, komponerade han till Studenternas bal som hölls i Redouten-Saal i Hofburg den 31 januari. Han tillägnade valsen inte till studenterna utan till deras välgörare; stadens adliga och välbärgade damer. Eduard Strauss måste ha gillat valsen då han framförde den så ofta vid sina konserter att man till slut trodde att han själv hade komponerat den.
I valsen citerar Strauss en känd tysk studentsång, "Im kühlen Keller sitz' ich hier" (I djupa källarvalvet), av Ludwig Fischer.

## Om valsen
Speltiden är ca 7 minuter och 9 sekunder plus minus några sekunder beroende på dirigentens musikaliska tolkning.

## Weblänkar
- Studentenlust i Naxos-utgåvan.